# Manéhouville
Manéhouville település Franciaországban, Seine-Maritime megyében. Lakosainak száma 216 fő (2022. január 1.). Manéhouville Anneville-sur-Scie, Auppegard, Bertreville-Saint-Ouen, Crosville-sur-Scie és Sauqueville községekkel határos.

## Népesség
A település népességének változása:
| Lakosok száma | 217  | 223  | 231  | 226  | 225  | 224  | 224  | 219  | 216  |
|               | 2013 | 2015 | 2016 | 2017 | 2018 | 2019 | 2020 | 2021 | 2022 |